# Mastacembelus vanderwaali
Mastacembelus vanderwaali är en fiskart som beskrevs av Skelton, 1976. Mastacembelus vanderwaali ingår i släktet Mastacembelus och familjen Mastacembelidae. IUCN kategoriserar arten globalt som livskraftig. Inga underarter finns listade i Catalogue of Life.